# 琉球汉字音
琉球漢字音，又稱琉音，是一种在琉球群岛所使用的汉字音变种。本条目主要介绍琉球语中的冲绳方言所使用的汉字音。

## 与日语汉字音读的区别
虽然琉球语和日语的汉字音系统在音韵上大都演变自基于汉语中古音所演变而来的历史假名遣汉字音表记，但两者基于其各自在后续的语言演变中产生的音变仍具有不小的差别，典型者如以下几点：
1. 入声字中以つ结尾的字在大部分情况下作ち，如：
  - アツ→あち【圧・壓; 斡】
  - シュツ→しゅち【出】
  - ナツ→なち【捺】
  - ネツ→にち【熱】
  - ブツ→ぶち【仏・佛; 物】
  - コツ→くち【骨, 滑】
2. 以ai结尾的发音被普遍更改为以长音e结尾，如：
  - アイ→えー【愛】
  - サイ→しぇー【采, 採, 菜; 済・濟】
  - バイ→べー【倍, 陪, 賠; 貝, 唄; 売・賣】
  - サイ→せー【才, 再, 財, 災, 菜, 細】
  - クワイ=カイ→くぇー【快; 海, 悔; 壊・壞, 懐・懷】
  - マイ→めー【米; 毎; 枚】
  - パイ→ぺー【牌】
  - （例外包括“東西”（とうざい）和“萬歲”（まんざい））
3. 以お开头的发音中的お被置换为短音う，如：
  - オ→う【阿】
  - オン→うん【音; 恩】

一些以琉球语汉字音所音读的词汇如下：
| 中文   | 琉球汉字 | 琉球假名 |
| ------ | -------- | -------- |
| 北海道 |          |          |
| 京都   |          |          |
| 东京   |          |          |
| 爱知   |          |          |
| 藝能   |          |          |
| 往来   |          |          |
| 萬歲   |          |          |
| 兄弟   |          |          |
| 学校   |          |          |